# 刘汉桢
刘汉桢（1926年—2010年），男，湖南安化人，中华人民共和国政治人物，曾任中共贵州省委常委，中共贵州省纪委书记。